# کلات خشتی
کلات خشتی در شهرستان لامرد، بخش علامرودشت، روستای خشتی واقع شده و این اثر در تاریخ ۲۴ تیر ۱۳۸۲ با شمارهٔ ثبت ۹۲۳۴ به‌عنوان یکی از آثار ملی ایران به ثبت رسیده است.